# Horon

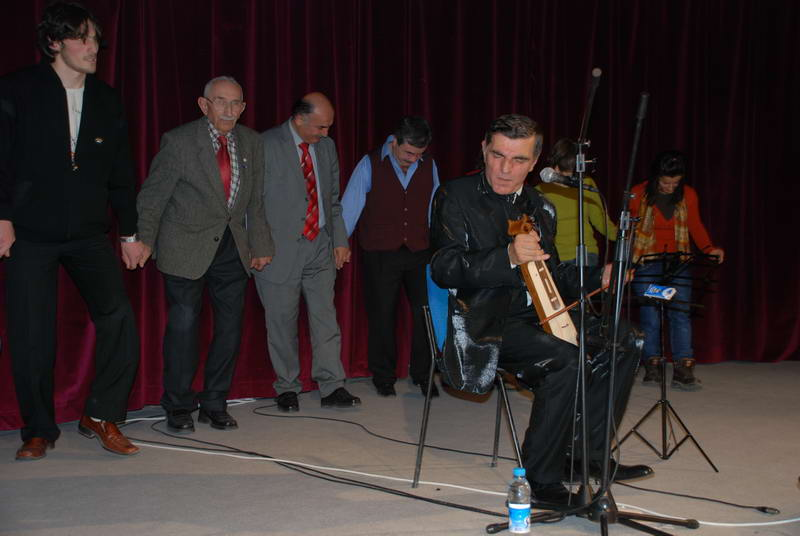
Horon kemencse kíséretével

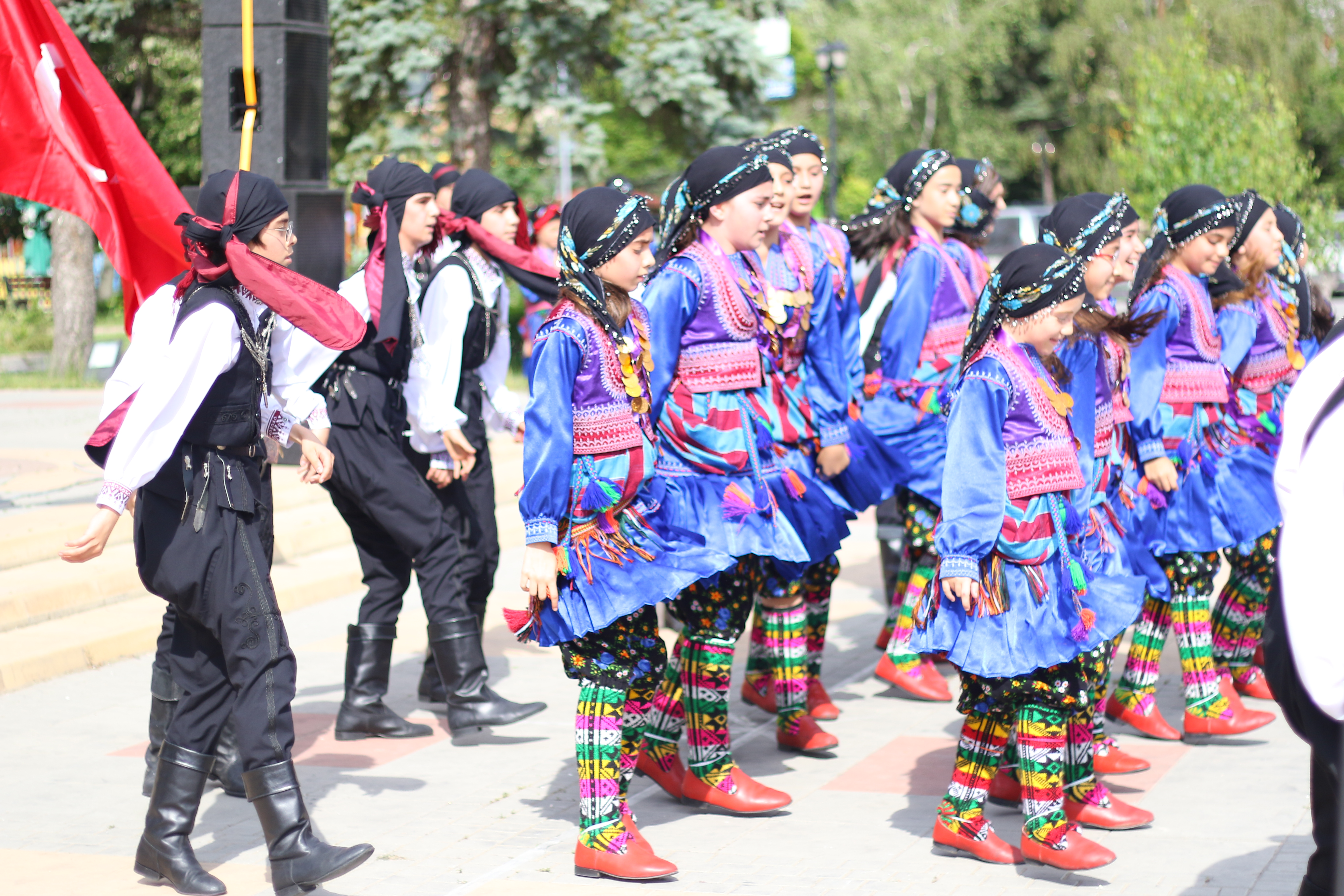
A török gyerekek néptáncot adnak elő

A horon hagyományos török néptánc Pontuszból vagy Törökország keleti fekete-tengeri régiójából. A korai időkben a horont főleg halászok táncolták.

## Etimológia
A horon kifejezés a görög choros (görögül: χορός, romanizálva: khorós) szóból származik, ami „táncot” jelent. A török nyelvben való használatának legkorábbi példája a Kun kódexben található, 1303-ból.

## Változatok
Orduban és Giresunban a horon helyett a horan kifejezést használják.

## Leírása
A táncosok (általában mind férfiak) koromfekete ruhában vannak, ezüst vállpánttal és szalagokkal, csuklyát is viselnek. A táncosok számára nincs meghatározott előírás. Egy zenész játssza a zenét háromhúros kemencsével. 
A tánc általában úgy kezdődik, hogy a táncosok egyenes vonalat vagy kört alkotnak, kézen fogva először előre-hátra lépkednek, egyre jobban felgyorsulva. Ezt követően látszólag véletlenszerűen, de szinkronban lendítik fel-le karjukat, mintha a láthatatlan madarakat akarnák elriasztani. Végül közel mozognak egymáshoz, továbbra is kézen fogva, és csak a lábukat mozgatják. A tánc vége felé ők is újra fel-le lendítik a karjukat. Az előadás során a táncmozdulatok egyre gyorsabbak lesznek, ahogy a zenész egyre gyorsabban játszik a hangszeren. 
A jellegzetes rángatózó, erőteljes vállmozdulatokat úgy tartják, hogy a hálóba fogott szardella ideges vergődése ihlette.

## Fordítás
- Ez a szócikk részben vagy egészben  a   Horon (dance) című angol Wikipédia-szócikk ezen változatának fordításán alapul.  Az eredeti cikk szerkesztőit annak laptörténete sorolja fel. Ez a jelzés csupán a megfogalmazás eredetét és a szerzői jogokat jelzi, nem szolgál a cikkben szereplő információk forrásmegjelöléseként.
- Ez a szócikk részben vagy egészben  a   Horon (Tanz) című német Wikipédia-szócikk ezen változatának fordításán alapul.  Az eredeti cikk szerkesztőit annak laptörténete sorolja fel. Ez a jelzés csupán a megfogalmazás eredetét és a szerzői jogokat jelzi, nem szolgál a cikkben szereplő információk forrásmegjelöléseként.